# Nieuwdorp

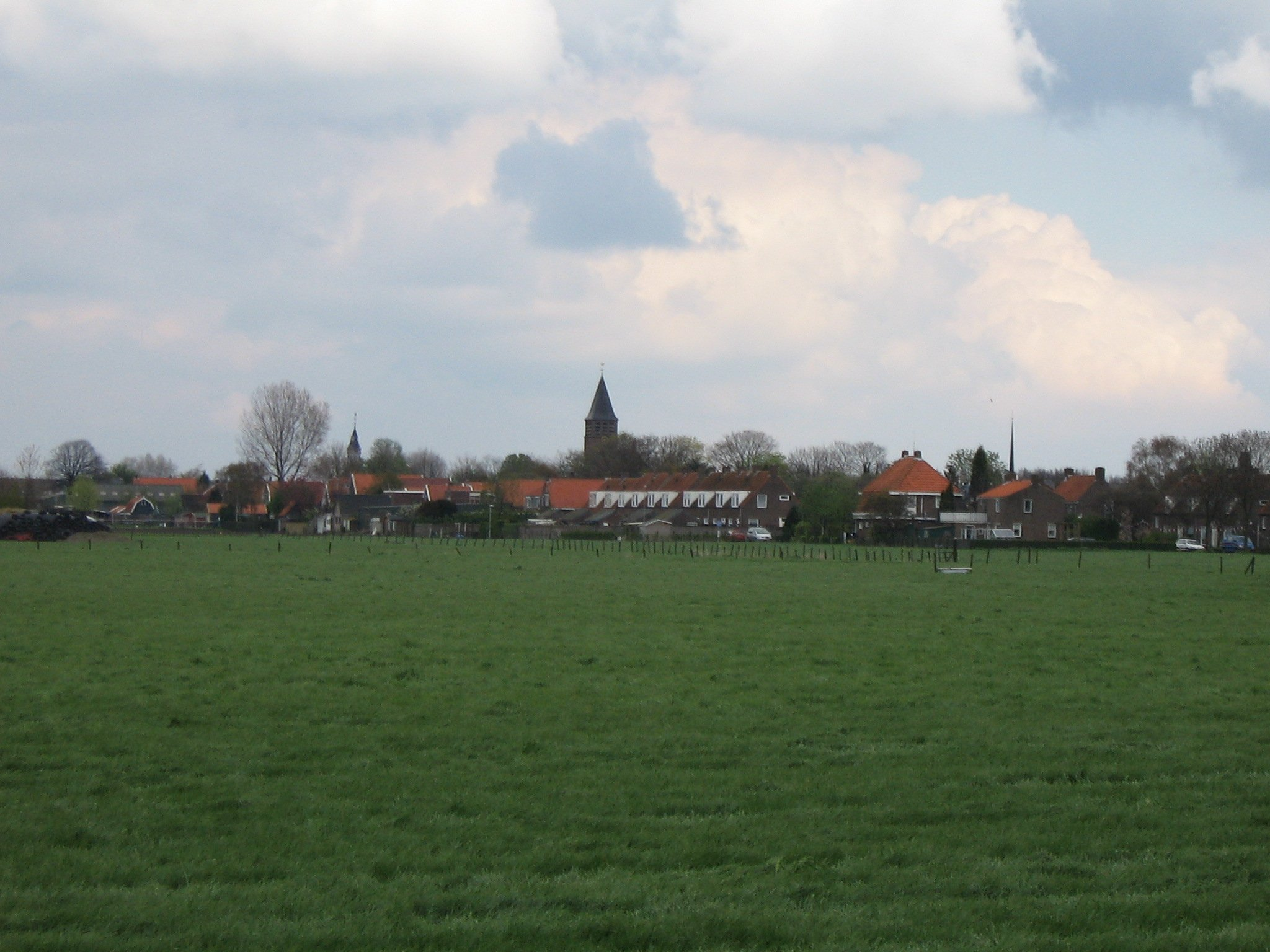
Nieuwdorp, Blick von Westen

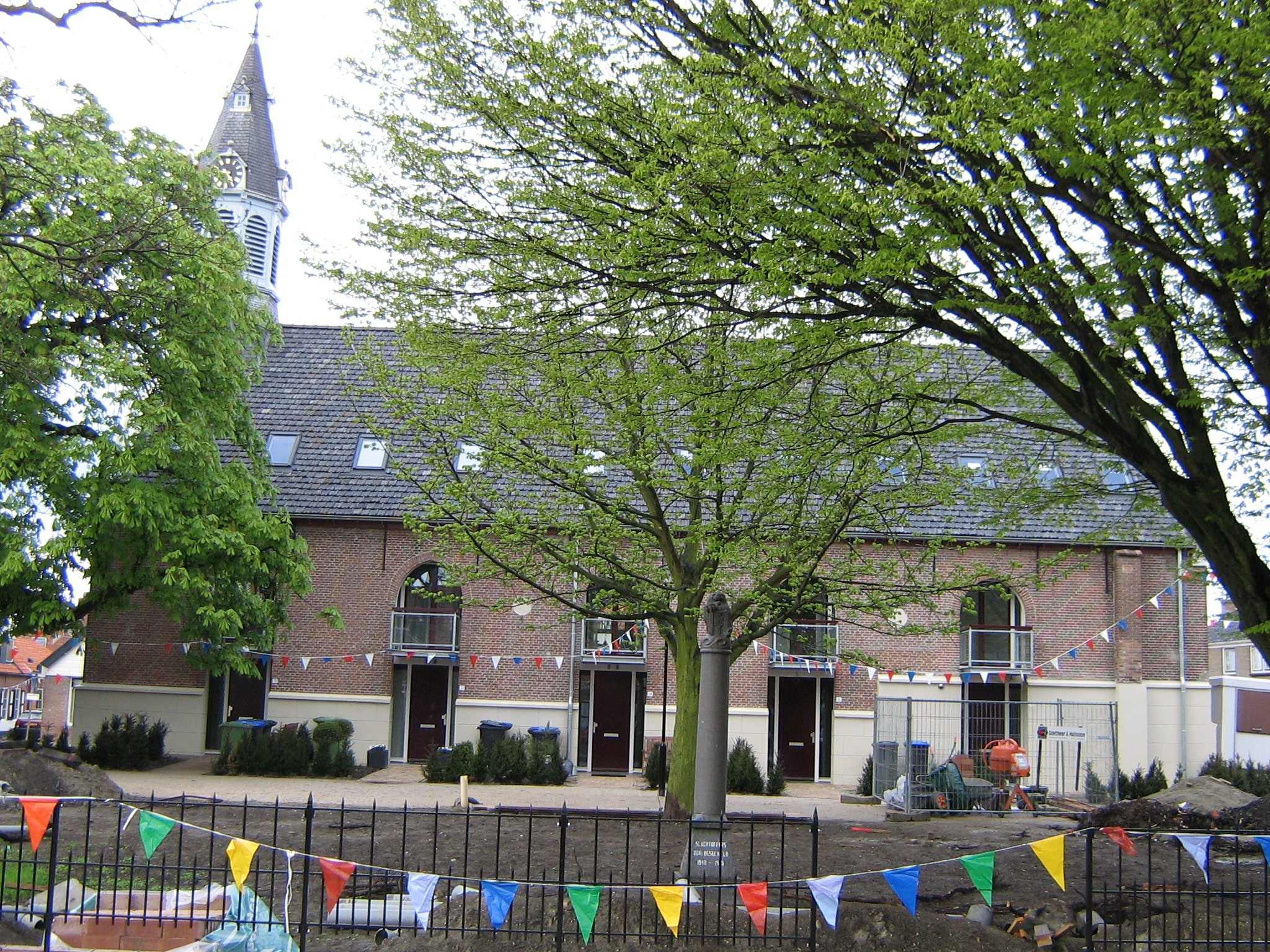
Die zum Wohnhaus umgebaute ehemalige reformierte Kirche

Nieuwdorp ist ein Ort in der niederländischen Provinz Zeeland; es gehört zur Gemeinde Borsele und liegt etwa 9 km südöstlich von Middelburg an der Provinzialstraße N254, die Middelburg mit dem Westerscheldetunnel verbindet. Der Ort hat heute etwa 1300 Einwohner. Nach dem Ende ihrer religiösen Nutzung wurden 2003/04 in der 1839 erbauten ehemaligen reformierten Dorfkirche fünf Wohnungen eingebaut; Gottesdienste finden stattdessen nur noch in der 1918 erbauten Bethelkirche statt.
Das Dorf entstand nach der im 17. Jahrhundert auf Veranlassung der Herren von 's-Heer Arendskerke erfolgten Einpolderung des West-Kraaijertpolders. In einer Ecke des Polders wurde Platz für eine neue Siedlung gelassen und das von den Neusiedlern errichtete Dorf wurde einfach als Nieuwe Dorp im West-Kraaijert bezeichnet; 's-Heer Arendskerke wurde als Oude Dorp bezeichnet. In der Folge wurde auch der an den West-Kraaijertpolder angrenzende Bereich eingedeicht und Nieuwe-West-Kraaijertpolder genannt. Bis 1970 verlief dieser Deich mitten durch das Dorf.
Im Osten des Dorfs befindet sich das im Oktober 2009 eröffnete und 2019 erheblich erweiterte „Bevrijdingsmuseum Zeeland“ (Befreiungsmuseum Zeeland).